# Фонте-Коберта
Фонте-Коберта (порт. Fonte Coberta; МФА: [ˈfõ.tɨ ku.ˈbeɾ.tɐ]) — парафія в Португалії, у муніципалітеті Барселуш. Розташована в північно-західній частині країни, на теренах історичної португальської провінції Дору-Міню. Входить до складу округу Брага. За адміністративним поділом, чинним до 1976 року, терени парафії були складовою провінції Міню. Належить до Бразької архідіоцезії Католицької церкви. Патрон — святий Роман. Площа — 2,0506 км². Населення — 582 ос. (2011). Слабо урбанізований регіон. Густота населення — 283,82 осіб/км²
. Код — 030233.

## Населення
| Кількість мешканців | Кількість мешканців | Кількість мешканців | Кількість мешканців | Кількість мешканців | Кількість мешканців | Кількість мешканців | Кількість мешканців | Кількість мешканців | Кількість мешканців | Кількість мешканців | Кількість мешканців | Кількість мешканців | Кількість мешканців | Кількість мешканців |
| ------------------- | ------------------- | ------------------- | ------------------- | ------------------- | ------------------- | ------------------- | ------------------- | ------------------- | ------------------- | ------------------- | ------------------- | ------------------- | ------------------- | ------------------- |
| 1864                | 1878                | 1890                | 1900                | 1911                | 1920                | 1930                | 1940                | 1950                | 1960                | 1970                | 1981                | 1991                | 2001                | 2011                |
| 220                 | 247                 | 225                 | 226                 | 242                 | 287                 | 300                 | 375                 | 417                 | 467                 | 459                 | 559                 | 600                 | 609                 | 582                 |